# Jesús Sommers
Jesus «Chucho» Sommers (Guaymas, Sonora; 11 de noviembre de 1949) es un beisbolista mexicano, que jugaba tercera base. Perteneció a la Liga Mexicana de verano y a la Liga Mexicana del Pacífico. Le apodaron  "Chucho","Rey del Hit".
Jesús Sommers, uno de los jugadores más importantes y de mayor renombre que han pasado por la Liga Mexicana de Beisbol y la Liga Mexicana del Pacífico, mostró siempre lo mejor de su persona en cualquiera de las actividades desempeñadas a través de su trayectoria.

## Trayectoria Profesional
Jesús Sommers tuvo 4,077 hits conectados (3,004-1,073) en las dos ligas más importantes de México sólo son superados por los 4,576 conseguidos por Héctor Espino (2,752-1,824). 

#### Liga Mexicana de verano
En el verano es dueño de los récords de más temporadas jugadas en todos los tiempos, así como más juegos jugados, más veces al bat, más hits conectados, más hits dobles y más temporadas conectando 100 o más hits.
- Ocupa el primer lugar de todos los tiempos con 3,004 HITS.
- Primer lugar de turnos al bat, con 10,327 veces oficiales.
- Participó durante 27 temporadas en 2,098 encuentros.
- Segundo lugar en dobletes con 488.
- 9 Temporadas Arriba de .300
- Quinto lugar en carreras impulsadas con 1,534
- Octavo lugar en carreras anotadas con 1,455
- 241 cuadrangulares lo ubican en el lugar 19 de todos los tiempos.

- En 1986 tuvo su mejor promedio de bateo con .356
- En 1987 bateó .351 con 29 homeruns y 114 producciones, la mejor cifra de su carrera.

Tiene en Liga Mexicana de verano, un récord muy difícil de igualar y más de superar, que es batear de por vida un total de 3,004 imparables, siendo el único en la historia de la Liga Mexicana de verano en 27 temporadas y 12 equipos.
El Miércoles 27 de junio de 1979, conectó su hit número 1,000.
El Jueves 30 de abril de 1987, arribó a los 2 mil imparables.
Conectó el hit 2,500 el Domingo 9 de junio de 1991.
El Viernes 16 de julio de 1993 en Guadalajara en la quinta entrada, empató con Hector Espino con 2,752 imparables. Al día siguiente superó a Espino bateando el 2,753. 
El Viernes 17 de mayo de 1996, cuando en el Estadio «Heriberto Jara» de Poza Rica, arribó al hit número 3,000 sobre los lanzamientos de Elmer Dessens de los «Diablos Rojos».
Terminó su carrera en esa temporada de 1996 con un total de 3,004 hits.

#### Liga Mexicana del Pacífico
En el invierno jugó 25 temporadas con los equipos de * Guaymas, * Culiacán, * Obregón, * Guasave, * Tijuana, * Mazatlán, * Mochis, * Mexicali. 
Es séptimo lugar en hits con 1,073 y cuarto en dobles con 175.

#### Reconocimientos y récords
Entró al Salón de la Fama del Béisbol Mexicano en 2002.
En  Liga Mexicana de verano es dueño de los récords de:
- más temporadas jugadas en todos los tiempos -27-
- más juegos jugados -2,098-
- más veces al bat -10,327-
- más hits conectados -3,004-
- más temporadas conectando 100 o más hits. -19-

Jugó 27 temporadas, bateando para .291 de porcentaje. 
Finalizó  en cuarto lugar de carreras anotadas, con 1,455; 
tercero en impulsadas, con 1,534; 
décimo segundo en jonrones, con 241, 
primero en hits, con 3,004, y dobles, con 488. 
En fildeo tiene el récord de más años jugados para un tercera base, con 18.

## Últimos Años
Estuvo como manejador o entrenador de los equipos Petroleros de Poza Rica (1996), Tigres de Quintana Roo (2019).